# Seeqpod
SeeqPod was een zoekmachine die gespecialiseerd was in het indexeren van en zoeken naar afspeelbare zoekresultaten zoals audio, video en podcasts die vrij toegankelijk zijn via het wereldwijd web. Men zegt 8 miljoen nummers geïndexeerd te hebben.
Het DMCA heeft een bepaling opgenomen die zoekmachines vrijwaart van schending van auteursrecht bij zoekresultaten. SeeqPod beweert dat haar muziekzoektechnologie legaal is omdat ze geen enkel bestand host.
De zoekmachine is aangeklaagd door Warner Music Group met als argument dat Seeqpod naar een soort content zoekt waarvan men weet dat de overgrote meerderheid auteursrechtelijk beschermd is. De resultaten die Seeqpod geeft zijn links naar illegale kopieën.
In 2009 ging Seeqpod failliet.